# MTV Video Music Awards Japan

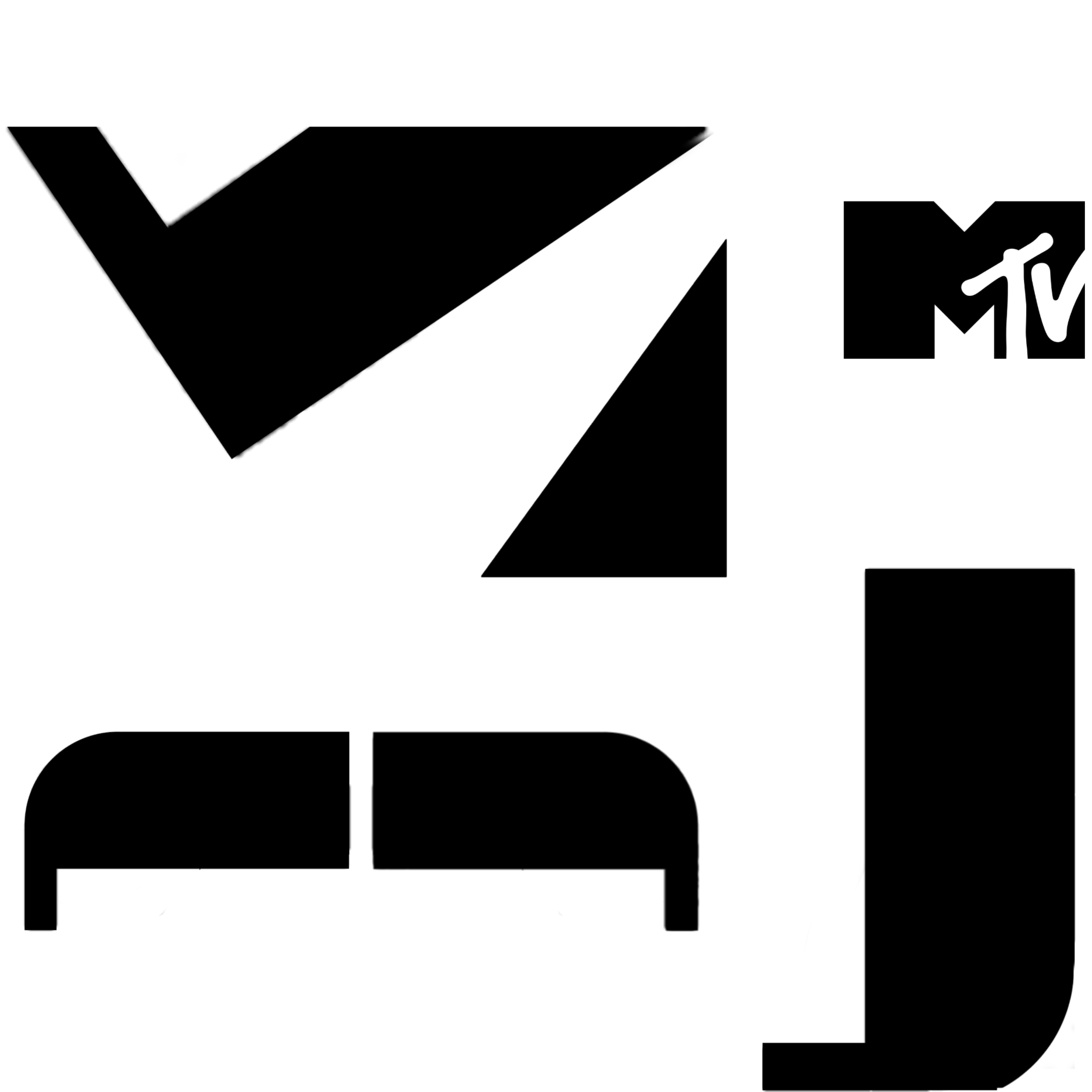
logo des MTV Video Music Awards Japan

Les MTV Video Music Awards Japan (MTV VMAJ) ont été établis en 2002 par MTV Japan (en) pour célébrer la plupart des vidéos de musique populaire au Japon.

## Des lieux (présentateur)
- 2002 Tokyo International Forum (London Boots Ichi-go Ni-go)
- 2003 Saitama Super Arena (ZEEBRA alias Nana Katase)
- 2004 Tokyo Bay NK Hall (Tomomitsu Yamaguchi)
- 2005 Tokyo Bay NK Hall (Takashi Fujii alias MEGUMI)
- 2006 Yoyogi National Gymnasium (Masami Hisamoto alias Mokomichi Hayami)
- 2007 Saitama Super Arena (Misaki Ito alias Hidehiko Ishizuka)
- 2008 Saitama Super Arena (Cero)
- 2009 Saitama Super Arena (Gekidan Hitori)
- 2010 Yoyogi National Gymnasium
- 2011 Makuhari Messe (AKB48)